# 大高野官衙遺跡

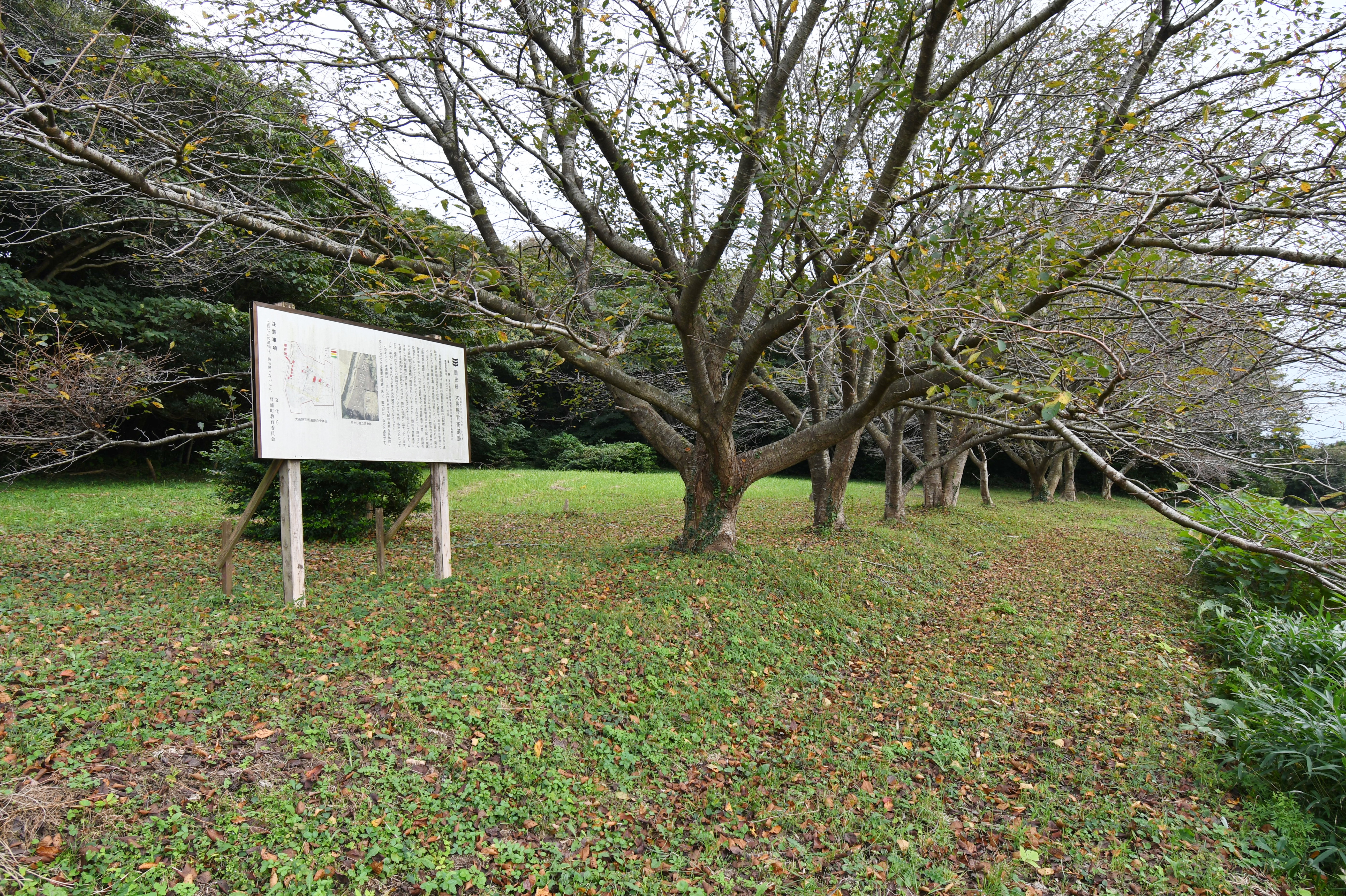
大高野官衙遺跡 説明板付近

大高野官衙遺跡（おおたかのかんがいせき）は、鳥取県東伯郡琴浦町槻下にある、奈良時代から平安時代にかけての官衙遺跡。2014年10月6日、国の史跡に指定された。

## 概要
大高野官衙遺跡は、7世紀末から9世紀後半まで存続した官衙の遺跡で、伯耆国八橋郡衙の正倉（律令制下に、税としての穀物や財物を保管した倉庫）の跡に比定されている。本遺跡から谷を隔てた350メートル西方には、飛鳥時代後期（白鳳期）の寺院跡である斎尾廃寺跡（特別史跡）がある。
本遺跡の発掘調査は1981年に始まり、以後2003年まで9次にわたり遺跡範囲確認調査などが実施された。2003年の第9次調査では地中レーダー探査も行っている。これらの調査の結果、総柱掘立柱建物跡5棟、総柱礎石建物跡11棟、側柱掘立柱建物跡7棟、掘立柱塀跡3か所、区画溝5条が検出された。総柱建物とは、外周だけでなく内部にも密に柱を立てる建物で、高床倉庫に用いられる形式である。総柱建物群が整然と建てられていることに加え、炭化穀類が出土したことから、本遺跡は八橋郡衙の正倉院跡に比定されている。なお、郡名の八橋は、近代には「やばせ」と読まれていたが、『和名類聚抄』には「夜波志」「也八之」とあり、古代には「やはし」と読まれていたことがわかる。

## 遺構
遺跡の主要部は、南北105メートル、東西130メートルの長方形の敷地で、北・東・南辺は区画溝で区切り、西辺は溝はなく、自然地形の谷で区切られている。なお、東辺と南辺は上述の溝の外側に平行してもう1条の溝があり、ある時期に敷地が東方と南方へ拡張されたことがわかる。律令の「倉庫令」には「凡倉皆於高燥処置之側開池渠」（倉はみな高く乾燥した処に於くこと、周囲に池や溝を開くこと）とあるが、 本遺跡の正倉は台地上に造られ、周囲に溝を掘っており、「倉庫令」の規定を体現している。	
出土遺物が少ないため、遺跡の年代比定には困難をともなうが、出土した須恵器・土師器の年代から、官衙として存続した期間は7世紀末から9世紀後半までとみられ、以下の3期に分けられている。I期は7世紀末から8世紀中葉で、掘立柱建物が主体であった。II期は8世紀から9世紀前半で、礎石建物が主体となる。III期は9世紀後半で、この時期に新しい区画溝が掘られ、敷地が拡張されている。
建物跡は、前述のとおり、新旧合わせて23棟分が検出されているが、このなかには、I期に掘立柱建物であったものがII期に礎石建物に建て替えられたものが複数例みられる。SB01と名付けられた、遺跡地のほぼ中央に位置する大型の総柱礎石建物は桁行4間（実長12.0メートル）、梁間3間（同6.75メートル）の規模で、「法倉」という象徴的建物ではないかとみられている。法倉とは、飢饉や疫病などの際に天皇の恩徳として放出する穀物を貯蔵しておく倉である。7棟確認されている側柱掘立柱建物（建物内部には柱を密に立てないもの）は、古代に「屋」と呼ばれた、平地床ないし揚床の倉庫とみられる。3か所で検出された掘立柱塀跡については、いずれの時期に属するものか不明である。
郡衙関連遺構とは別に、当地には古墳時代中期から後期（5 - 7世紀）の小規模群集墳である大高古墳群があった。ただし現在は、史跡指定地の南端に4号墳（円墳）が残るのみで、他の古墳は削平されている。